# Tethyopsis plurima
Tethyopsis plurima är en svampdjursart som först beskrevs av Gustavo Pulitzer-Finali 1993.  Tethyopsis plurima ingår i släktet Tethyopsis och familjen Ancorinidae.
Artens utbredningsområde är Kenya. Inga underarter finns listade i Catalogue of Life.